# Visé
Visé (Wezet en neerlandès, Vizé en való) és una ciutat belga de la província de Lieja a la regió valona. El març 2011, tenia 17.141 habitants. Es troba al marge del Mosa, dels canals Albert, Haccourt-Visé i de Lanaye.

## Història

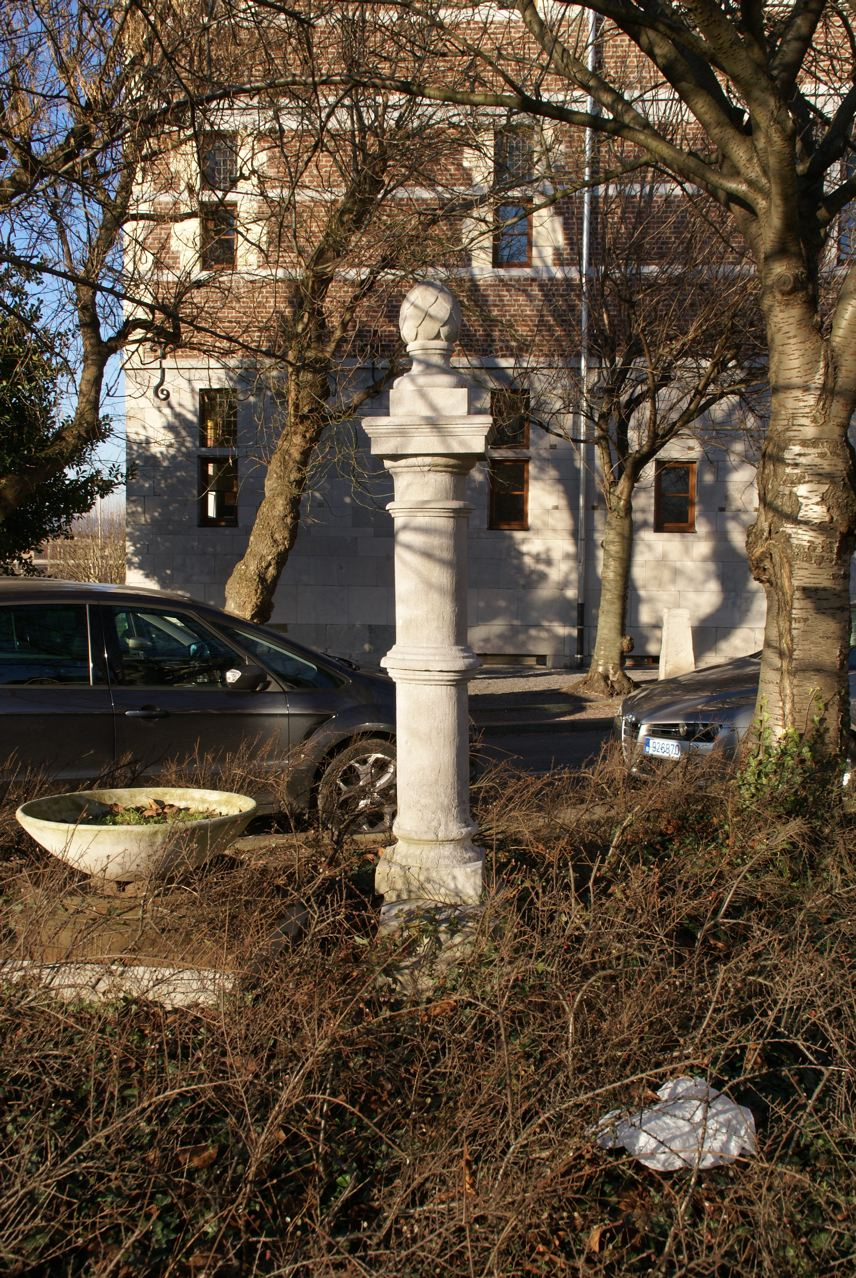
El perron de Visé

Visé era una de les bones viles del principat de Lieja. El perron erigit al costat de la casa de la vila és el símbol de la seva pertinença al principat i als principis de llibertat i de dret fixa al tractat de Fexhe.
La ciutat fou annexada per França l'any 1795 i integrada al Regne Unit dels Països Baixos el 1815 i després a Bèlgica l'any 1830.
La ciutat té una estació de mercaderies i una creu ferroviària molt important, i això era la raó perquè l'exèrcit prussià la va gairebé destruir completament durant la Primera Guerra Mundial. Pocs edificis van sobreviure a la violència guerriera.

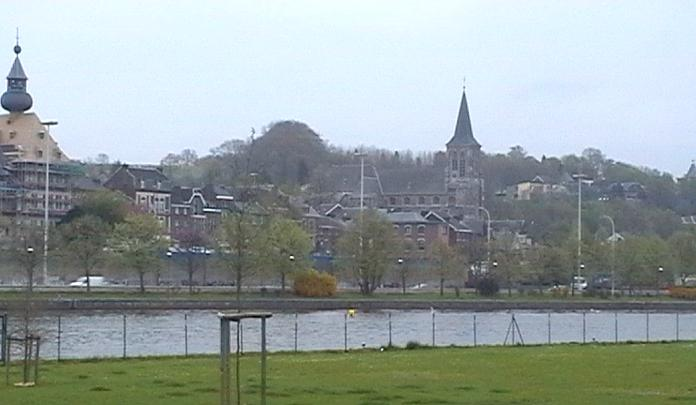
Visé des del marge esquerre del Mosa

## Nuclis
- Visé
- Argenteau
- Lanaye
- Lixhe
- Richelle
- Cheratte
- Haccourt (parcialment)